# 赵智勇
赵智勇（1955年4月—），男，河北易县人，中华人民共和国政治人物。西南财经大学货币银行学系专业在职研究生毕业，经济学博士。曾任中共江西省委常委、省委秘书长，2014年因为严重违法违纪遭中共中央开除党籍，降职出任江西省人民政府驻北京办事处科员，2023年11月再度因违纪问题接受江西省监委监察调查。

## 生平
历任中国工商银行管理信息部总经理、江西分行行长，江西省人民政府省长助理、副省长，中共九江市委书记等职。2006年12月获任中共江西省委常委，2008年6月兼任省委秘书长。2014年6月因涉嫌违纪被免职。同年7月16日，经调查赵智勇利用职务上的便利谋取私利严重违纪被开除党籍，并取消其副省级待遇降为江西省人民政府驻北京办事处科员，收缴其违纪所得。
2023年11月，赵智勇再度因为严重违法违纪，接受江西省监察委员会监察调查。2024年2月7日，江西省监委以赵智勇涉嫌严重职务违法、涉嫌受贿、利用影响力受贿犯罪，取消其退休待遇，其涉嫌犯罪问题则移送司法机关。